# Khaled Haj Youssef
Pour les articles homonymes, voir Youssef.
Khaled Haj Youssef, né le 12 janvier 1989, est un handballeur tunisien évoluant au poste de demi-centre.

## Carrière
- depuis 2010 : Club africain ( Tunisie)

## Palmarès

### Clubs
- Vainqueur du championnat de Tunisie : 2015
- Vainqueur de la coupe de Tunisie : 2011, 2015
- Vainqueur du championnat arabe des clubs champions : 2012
- Médaille de bronze à la Ligue des champions d'Afrique 2013 (Maroc)
- Médaille d'or à la Ligue des champions d'Afrique 2014 (Tunisie)
- Médaille d'or à la Supercoupe d'Afrique 2015 (Gabon)

### Équipe nationale
- Médaille d'argent au championnat d'Afrique 2016 ( Égypte)
- Médaille d'or au championnat d'Afrique 2018 ( Gabon)
- Médaille d'argent au championnat d'Afrique 2020 ( Tunisie)
- 19e au championnat du monde 2017 ( France)
- 25e au championnat du monde 2021 ( Égypte)
- 1er tour aux Jeux olympiques de 2016 ( Brésil)